# Richard Tison
Pour les articles homonymes, voir Tison.
Richard Tison, né le 17 août 1956, est un trampoliniste français. 

## Biographie
En 1975, le premier Français champion du monde de la discipline est connu du grand public à la suite d'une spectaculaire chute sans conséquence en direct à la télévision durant l'émission de Philippe Bouvard, Bouvard en liberté.
Il fait une publicité télévisée pour une marque de rasoirs en 1976.
En 2021, il est à la direction du sport à la ville d'Antony.

## Palmarès

### Monde
- Champion du monde individuel en 1974, à Johannesbourg (VIIIe édition ; premier français vainqueur de l'épreuve) et en 1976, à Tulsa (IXe édition).

### Europe
- Champion d'Europe individuel en 1973, à Édimbourg (IIIe édition).
- Troisième des championnats d'Europe synchronisé en 1973, à Édimbourg[5] avec Jean-Michel Bataillon[6].

### National
- Champion de France senior Fédération française de trampoline et de sports acrobatiques en 1974, 1975 et 1978.
- Champion de France jeunesse: 1971.